# SEPECAT Jaguar
СЕПЕКАТ «Ягуар» (англ., фр. SEPECAT «Jaguar») — ударний винищувач спільної розробки Великої Британії і Франції. Три десятиліття перебував на озброєнні ВПС цих країн, а також поставлявся на експорт. Створення СЕПЕКАТ «Ягуар» було однією з перших спільних програм європейських авіабудівних фірм.

## Історія створення

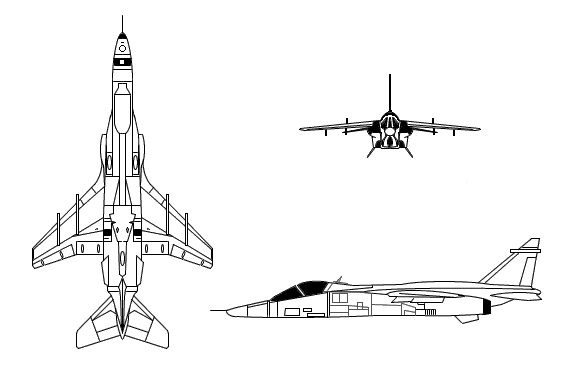

Європейська компанія з виробництва літака навчально-бойового і тактичної підтримки (фр. Société Européenne de Production de l'Avion d'École de Combat et d'Appui Tactique)
Спільна розробка французької фірми «Бреге авіасьйон» і англ. «Брітіш аєроспейс корпорейшн» Відповідно до загальних вимог, видвинутими ВПС цих країн в 1965. Згідно з цими вимогами передбачалося створення відносно легкого, високоманевреного винищувача, який міг би використовуватися для завдання ударів по наземних цілях, надання безпосередньої авіаційної підтримки сухопутним військам, ведення повітряної розвідки та перспективного навчально-бойового літака. На озброєння ВПС Франції винищувач "Ягуар" був прийнятий в 1972 році, а в 1973 почав поступати і у бойові частини англійських ВПС.

## Модифікації

### ВПС Великої Британії
Jaguar S
Jaguar B
Jaguar GR.1
Jaguar T.2
Jaguar ACT
Jaguar GR.1A
Jaguar T.2A
Jaguar GR.1B
Jaguar GR.3
Jaguar GR.3A
Jaguar T.4

### ВПС Франції
Jaguar A
Jaguar E
Jaguar M

### Експортні варіанти
Jaguar International

#### ВПС Індії
Jaguar IS
Jaguar IB

##### Виробництво за ліцензією
HAL Jaguar IS
HAL Jaguar IB
HAL Jaguar IM

#### ВПС Нігерії
Jaguar SN
Jaguar BN

#### Королівські ВПС Оману
Jaguar OS
Jaguar OB

#### ВПС Еквадору
Jaguar ES
Jaguar EB

## Бойове застосування

### Боснійська війна
4 Ягуари брали участь у бомбардуваннях аеродрому Удбина на території Республіки Сербська Країна. Здійснювали підтримку сил СООНО. Брали участь в операції «Обдумана сила».

## Оператори

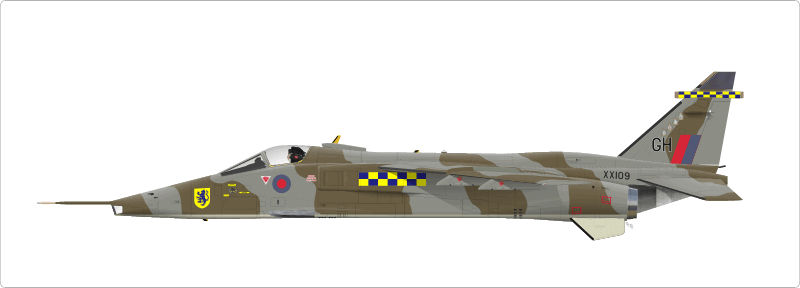
SEPECAT Jaguar GR Mk.I

Велика Британія
- Королівські ВПС Великої Британії

 Індія
- ВПС Індії

 Нігерія
- ВПС Нігерії

 Оман
- Королівські ВПС Оману

 Франція
- ВПС Франції

 Еквадор
- ВПС Еквадору